# Endless Twilight of Codependent Love
Endless Twilight of Codependent Love — седьмой студийный альбом исландской пост-метал-группы Sólstafir, выпущенный 6 ноября 2020 года на лейбле Season of Mist. Обложка альбома является репродукцией картины немецкого художника Иоганна Батиста Цвекера «Повелительница горы».

## История создания
В феврале 2020 года стало известно, что группа вошла в студию для записи нового полноформатного альбома. Пластинка записывалась в студии Sundlaugin в Исландии с продюсером Биргиром Йоном Биргирссоном. Вокалист Адальбьёрн Триггвасон прокомментировал запись, сообщив, что в этот раз группа написала большинство песен на гитарах, а не на фортепиано и органах, как часто делали ранее, поэтому «некоторые песни довольно тяжёлые, а некоторые — быстрые; быстрее, чем мы были на протяжении многих лет». В июне группа сообщила, что завершила работу над альбомом. Уже в июле коллектив сообщил точную дату выхода — 6 июня, а также опубликовал треклист и тизер альбома.

## Продвижение
5 августа 2020 года был выпущен первый сингл с альбома «Akkeri». На трек также был снят клип.
4 сентября было снято видео на второй сингл «Drýsill». «Эта песня о борьбе с демонами, которым вы позволяете управлять своим разумом, и о том, как вырваться на свободу. Она о том, как спасти себя и найти силы и мужество, чтобы победить, независимо от того, как вам было больно», — прокомментировал барабанщик Хадльгримюр Йон Хадльгримссон.
Третий сингл, «Her Fall from Grace», был выпущен 3 октября.
| Оценки критиков | Оценки критиков |
| Источник        | Оценка          |
| --------------- | --------------- |
| Kerrang!        | [ 10 ]          |
| laut.de         | [ 11 ]          |
| metal.de        | [ 12 ]          |
| Metal Hammer    | [ 13 ]          |
| Metal Injection | [ 14 ]          |
| Rock Hard       | [ 15 ]          |
| Sputnikmusic    | [ 16 ]          |

## Список композиций
| №                   | Название              | Длительность |
| ------------------- | --------------------- | ------------ |
| 1.                  | «Akkeri»              | 10:10        |
| 2.                  | «Drýsill»             | 8:52         |
| 3.                  | «Rökkur»              | 7:07         |
| 4.                  | «Her Fall from Grace» | 6:35         |
| 5.                  | «Dionysus»            | 5:30         |
| 6.                  | «Til Moldar»          | 4:31         |
| 7.                  | «Alda Syndanna»       | 4:30         |
| 8.                  | «Or»                  | 7:00         |
| 9.                  | «Úlfur»               | 8:45         |
| Общая длительность: | Общая длительность:   | 63:00        |

| №                   | Название                         | Длительность |
| ------------------- | -------------------------------- | ------------ |
| 10.                 | «Hrollkalda Þoka Einmanaleikans» | 6:39         |
| 11.                 | «Hann Fór Sjálfur»               | 8:09         |
| Общая длительность: | Общая длительность:              | 77:48        |

## Участники записи
- Адальбьёрн Триггвасон — гитара, вокал
- Сайтоур Мариус Сайтоурссон — гитара
- Свавар Эйстманн — бас-гитара
- Хадльгримюр Йон Хадльгримссон — ударные, бэк-вокал

## Чарты
| Чарт (2020)                   | Высшая позиция |
| ----------------------------- | -------------- |
| Австрия (Ö3 Austria)          | 48             |
| Германия (Offizielle Top 100) | 23             |